# Jamesonia cuatrecasasii
Jamesonia cuatrecasasii är en kantbräkenväxtart som beskrevs av A. Tryon. Jamesonia cuatrecasasii ingår i släktet Jamesonia och familjen Pteridaceae. Inga underarter finns listade.